# Алпско скијање на Зимским олимпијским играма 2006 — слалом за мушкарце
Слалом за мушкарце на Олимпијским играма 2006. је одржан као последља дисциплина алпског скијања у суботу, 25. фебруара на стази „Ђовани А. Ањели“ у Сестријереу.
Титулу је бранио Жан-Пјер Видал из Француске Олимпијски победник из Солт Лејк Ситија 2002., који није постигао успех у Светском купу још од сезоне Светског скупа 2001/02., али је у текућој сезони на четвртом месту слалома, за једно место испред светског првака из Бормија 2005. Бенјамина Рајха, које такође учествује у олимпијскиј трци. Поред њих фаворит је Италијан Ђорго Рока победник свих пет трка у текућој сезони спуста са 215 бодова предности испред другопласираног Теда Лигетија из (САД)..
Учествовало је 97 скијаша из 49 земаља учесница. Максимални број од 4 учесника имало је 10 земаља: Аустрија, Италија, Исланд, Јапан, Русија, Канада, Чешка Република, Хрватска, Шведска и САД. Стартовало су 97 скијаша, од којих само 47 завршио трку.

## Земље учеснице
| - Албанија (1) - Андора (2) - Аргентина (1) - Јерменија (1) - Аустралија (1) - Аустрија (4) - Босна и Херцеговина (1) - Бугарска (2) - Канада (3) - Кина (1) - Хрватска (4) - Кипар (1) - Чешка (4) - Естонија (1) - Финска (2) - Француска (4) - Република Македонија (1) | - Грузија (1) - Немачка (2) - Уједињено Краљевство (3) - Грчка (1) - Мађарска (1) - Исланд (4) - Иран (1) - Израел (1) - Италија (4) - Јапан (4) - Казахстан (1) - Јужна Кореја (1) - Киргистан (1) - Либан (1) - Литванија (1) - Мадагаскар (1) | - Монако (1) - Нови Зеланд (1) - Норвешка (2) - Пољска (1) - Русија (4) - Сенегал (1) - Србија и Црна Гора (1) - Словачка (2) - Словенија (3) - Јужноафричка Република (1) - Шведска (43) - Швајцарска (3) - Турска (1) - Украјина (1) - Сједињене Америчке Државе (47) - Узбекистан (1) |

## Карактеристике стазе
Датум : 14. фебруар 2006.
Локално време 1. вожња 17,00 , 2. вожња 19,30
Стаза: „Ђовани А. Ањели“
Старт: 2.210 м, Циљ: 2.030 м
Висинска разлика: 180 м
Дужина стазе: м
Стаза за 1 вожњу:Мартин Андерсон, Норвешка, 56 капија
Стаза за 2 вожњу:Сеп Брунер, Швајцарска, 55 капија
Температура 1. вожња  : старт-0,5°С циљ -0,3°С
Температура 2. вожња  : старт °С циљ °С

## Победници
| Злато:                 | Сребро:                  | Бронза:                   |
| Бенјамин Рајх Аустрија | Рајнфрид Хербст Аустрија | Рајнер Шенфелдер Аустрија |

|  |  |  |

## Резултати
| Плас. | Скијаш                           | Земља                     | Слалом 1        | Слалом 2        | Укупно          | Заостатак       |
| ----- | -------------------------------- | ------------------------- | --------------- | --------------- | --------------- | --------------- |
|       | Бенјамин Рајх                    | Аустрија                  | 53,37           | 49,77           | 1:43,14         |                 |
|       | Рајнфрид Хербст                  | Аустрија                  | 53,55           | 50,42           | 1:43,97         | +0,83           |
|       | Рајнер Шенфелдер                 | Аустрија                  | 54,3            | 50,12           | 1:44,15         | +1,01           |
| 4     | Кентаро Минагава                 | Јапан                     | 53.44           | 50.74           | 1:44.18         | +1.04           |
| 4     | Andre Myhrer                     | Шведска                   | 53.95           | 50.23           | 1:44.18         | +1.04           |
| 6     | Ивица Костелић                   | Хрватска                  | 54,43           | 50,02           | 1:44,45         | +1,31           |
| 7     | Наоки Јуаса                      | Јапан                     | 54,76           | 49,81           | 1:44,57         | +1,43           |
| 8     | Johan Brolenius                  | Шведска                   | 54.37           | 50.44           | 1:44.81         | +1.67           |
| 9     | Томас Гранди                     | Канада                    | 53,64           | 51,20           | 1:44,84         | +1,70           |
| 10    | Мартин Хансон                    | Шведска                   | 54,50           | 50,74           | 1:45,24         | +2,10           |
| 11    | Pierrick Bourgeat                | Француска                 | 54.45           | 51.03           | 1:45.48         | +2.34           |
| 12    | Џими Кокран                      | Сједињене Америчке Државе | 54,49           | 51,19           | 1:45,68         | +2,54           |
| 13    | Драго Грубелник                  | Словенија                 | 54,87           | 50,82           | 1:45,69         | +2,55           |
| 14    | Марк Бертолд                     | Швајцарска                | 56,22           | 49,78           | 1:46,00         | +2,86           |
| 15    | Силван Цурбриген                 | Швајцарска                | 55,17           | 50,93           | 1:46,10         | +2,96           |
| 16    | Alain Baxter                     | Уједињено Краљевство      | 54.93           | 51.22           | 1:46.15         | +3.01           |
| 17    | Michael Janyk                    | Канада                    | 55.32           | 50.87           | 1:46.19         | +3.05           |
| 18    | Chip Knight                      | Сједињене Америчке Државе | 54.71           | 51.55           | 1:46.26         | +3.12           |
| 19    | Бернард Вајдич                   | Словенија                 | 55,16           | 51,27           | 1:46,43         | +3,29           |
| 20    | Ноел Бакстер                     | Уједињено Краљевство      | 56,07           | 51,15           | 1:47,22         | +4,08           |
| 21    | Мартин Враблик                   | Чешка                     | 56,01           | 51,39           | 1:47,40         | +4,26           |
| 22    | Бјергвин Бјергвинсон             | Исланд                    | 57,07           | 54,16           | 1:51,23         | +8,09           |
| 23    | Василис Димитријадис             | Грчка                     | 57,38           | 54,00           | 1:51,38         | +8,24           |
| 24    | Јарослав Бабушјак                | Словачка                  | 58,51           | 53,55           | 1:52,06         | +8,92           |
| 25    | Стефан Гергијев                  | Бугарска                  | 58.30           | 54.25           | 1:52.55         | +9.41           |
| 26    | Ivan Heimschild                  | Словачка                  | 59.67           | 54.31           | 1:53.98         | +10.84          |
| 27    | Руђер Видоса                     | Андора                    | 59,87           | 54,16           | 1:54,03         | +10,89          |
| 28    | Kristján Uni Óskarsson           | Исланд                    | 58.92           | 55.78           | 1:54.70         | +11.56          |
| 29    | Антон Коновалов                  | Русија                    | 59,53           | 55,18           | 1:54,71         | +11,57          |
| 30    | Марко Шаферер                    | Босна и Херцеговина       | 1:01.11         | 56.06           | 1:57.17         | +14.03          |
| 31    | Mickey Ross                      | Нови Зеланд               | 1:03.30         | 54.50           | 1:57.80         | +14.66          |
| 32    | Јасон Абрамашвили                | Грузија                   | 1:01.84         | 56.83           | 1:58.67         | +15.53          |
| 33    | Натко Зрнчић-Дим                 | Хрватска                  | 57,69           | 1:01,34         | 1:59,03         | +15,89          |
| 34    | Оливје Жено                      | Монако                    | 1:03,85         | 55,28           | 1:59,13         | +15,99          |
| 35    | Kristinn Ingi Valsson            | Исланд                    | 1:03.27         | 56.53           | 1:59.80         | +16.66          |
| 36    | Николај Скријабин                | Украјина                  | 1:01,98         | 57,98           | 1:59,96         | +16,82          |
| 37    | Mikail Renzhin                   | Израел                    | 1:01.83         | 58.90           | 2:00.73         | +17.59          |
| 38    | Теодорос Хроистодулу             | Кипар                     | 1:05,58         | 1:00,97         | 2:06,55         | +23,41          |
| 39    | Hannes Paul Schmid               | Италија                   | 55,26           | 1:13,37         | 2:08,63         | +25,49          |
| 40    | Hamit Şare                       | Турска                    | 1:07,57         | 1:01,56         | 2:09,13         | +25,99          |
| 41    | Alidad Saveh-Shemshaki           | Иран                      | 1:07,57         | 1:01,99         | 2:09,56         | +26,42          |
| 42    | Атила Мароши                     | Мађарска                  | 1:07,67         | 1:02,61         | 2:10,28         | +27,14          |
| 43    | George Salameh                   | Либан                     | 1:07,62         | 1:03,99         | 2:11,61         | +28,47          |
| 44    | Виталиј Румјанцев                | Литванија                 | 1:09,19         | 1:04,27         | 2:13,46         | +30,32          |
| 45    | Abraham Sarkakhyan               | Јерменија                 | 1:10,69         | 1:05,52         | 2:16,21         | +33,07          |
| 46    | Кајрат Ерметов                   | Узбекистан                | 1:13,19         | 1:07,69         | 2:20,88         | +37,74          |
| 47    | Yasuhiro Ikuta                   | Јапан                     | 1:15,19         | 1:08,09         | 2:23,28         | +40,14          |
|       | Акира Сасаки                     | Јапан                     | 54,37           | Није завршио    | Није завршио    | Није завршио    |
|       | Аксел Лунд Свиндал               | Норвешка                  | 54,97           | Није завршио    | Није завршио    | Није завршио    |
|       | Данијел Албрехт                  | Швајцарска                | 55,33           | Није завршио    | Није завршио    | Није завршио    |
|       | Феликс Нојројтер                 | Немачка                   | 55,16           | Није завршио    | Није завршио    | Није завршио    |
|       | Патрик Бигс                      | Канада                    | 54,38           | Није завршио    | Није завршио    | Није завршио    |
|       | Жан-Батист Гранж                 | Француска                 | 54,84           | Није завршио    | Није завршио    | Није завршио    |
|       | Филип Трејбал                    | Чешка                     | 54,75           | Није завршио    | Није завршио    | Није завршио    |
|       | Михал Калва                      | Пољска                    | 59,82           | Није завршио    | Није завршио    | Није завршио    |
|       | Дејан Тодоров                    | Бугарска                  | 1:00,69         | Није завршио    | Није завршио    | Није завршио    |
|       | Ђорђи Марковски                  | Република Македонија      | 1:04,03         | Није стартовао  | Није стартовао  | Није стартовао  |
|       | Li Guangxu                       | Кина                      | 1:08.84         | Није завршио    | Није завршио    | Није завршио    |
|       | Кале Паландер                    | Финска                    | 53,38           | Дисквалификован | Дисквалификован | Дисквалификован |
|       | Kang Min Heuk                    | Јужна Кореја              | 58,53           | Дисквалификован | Дисквалификован | Дисквалификован |
|       | Желимир Вуковић                  | Србија и Црна Гора        | 1:00,51         | Дисквалификован | Дисквалификован | Дисквалификован |
|       | Иван Борисов                     | Киргистан                 | 1:09,54         | Дисквалификован | Дисквалификован | Дисквалификован |
|       | Жан-Пјер Видал                   | Француска                 | Није стартовао  | Није стартовао  | Није стартовао  | Није стартовао  |
|       | Ондреј Банк                      | Чешка                     | Није стартовао  | Није стартовао  | Није стартовао  | Није стартовао  |
|       | Павел Честаков                   | Русија                    | Није стартовао  | Није стартовао  | Није стартовао  | Није стартовао  |
|       | Дејвид Опрја                     | Естонија                  | Није стартовао  | Није стартовао  | Није стартовао  | Није стартовао  |
|       | Ђорђо Рока                       | Италија                   | Није завршио    | Није завршио    | Није завршио    | Није завршио    |
|       | Маркус Ларсон                    | Шведска                   | Није завршио    | Није завршио    | Није завршио    | Није завршио    |
|       | Alois Vogl                       | Немачка                   | Није завршио    | Није завршио    | Није завршио    | Није завршио    |
|       | Стефан Тисо                      | Француска                 | Није завршио    | Није завршио    | Није завршио    | Није завршио    |
|       | Боди Милер                       | Сједињене Америчке Државе | Није завршио    | Није завршио    | Није завршио    | Није завршио    |
|       | Марио Мат                        | Аустрија                  | Није завршио    | Није завршио    | Није завршио    | Није завршио    |
|       | Манфред Мелг                     | Италија                   | Није завршио    | Није завршио    | Није завршио    | Није завршио    |
|       | Патрик Талер                     | Италија                   | Није завршио    | Није завршио    | Није завршио    | Није завршио    |
|       | Ханс Петер Бурас                 | Норвешка                  | Није завршио    | Није завршио    | Није завршио    | Није завршио    |
|       | Jean-Philippe Roy                | Канада                    | Није завршио    | Није завршио    | Није завршио    | Није завршио    |
|       | Lars Myhre                       | Норвешка                  | Није завршио    | Није завршио    | Није завршио    | Није завршио    |
|       | Џоно Брауер                      | Аустралија                | Није завршио    | Није завршио    | Није завршио    | Није завршио    |
|       | Митја Валенчич                   | Словенија                 | Није завршио    | Није завршио    | Није завршио    | Није завршио    |
|       | James Leuzinger                  | Уједињено Краљевство      | Није завршио    | Није завршио    | Није завршио    | Није завршио    |
|       | Кристијан Хавијен Симари Биркнер | Аргентина                 | Није завршио    | Није завршио    | Није завршио    | Није завршио    |
|       | Алеш Грза                        | Словенија                 | Није завршио    | Није завршио    | Није завршио    | Није завршио    |
|       | Јука Рајала                      | Финска                    | Није завршио    | Није завршио    | Није завршио    | Није завршио    |
|       | Дмитриј Уљанов                   | Русија                    | Није завршио    | Није завршио    | Није завршио    | Није завршио    |
|       | Далибор Шамшал                   | Хрватска                  | Није завршио    | Није завршио    | Није завршио    | Није завршио    |
|       | Криштоф Кризл                    | Чешка                     | Није завршио    | Није завршио    | Није завршио    | Није завршио    |
|       | Михаил Седијанков                | Бугарска                  | Није завршио    | Није завршио    | Није завршио    | Није завршио    |
|       | Александар Хорошилов             | Русија                    | Није завршио    | Није завршио    | Није завршио    | Није завршио    |
|       | Алекс Антор                      | Андора                    | Није завршио    | Није завршио    | Није завршио    | Није завршио    |
|       | Дарко Маринели                   | Хрватска                  | Није завршио    | Није завршио    | Није завршио    | Није завршио    |
|       | Sindri M. Pálsson                | Исланд                    | Није завршио    | Није завршио    | Није завршио    | Није завршио    |
|       | Alexander Heath                  | Јужноафричка Република    | Није завршио    | Није завршио    | Није завршио    | Није завршио    |
|       | Викрор Рјабченко                 | Казахстан                 | Није завршио    | Није завршио    | Није завршио    | Није завршио    |
|       | Лејти Сек                        | Сенегал                   | Није завршио    | Није завршио    | Није завршио    | Није завршио    |
|       | Mathieu Razanakolona             | Мадагаскар                | Није завршио    | Није завршио    | Није завршио    | Није завршио    |
|       | Ерион Тоља                       | Албанија                  | Није завршио    | Није завршио    | Није завршио    | Није завршио    |
|       | Тед Лигети                       | Сједињене Америчке Државе | Дисквалификован | Дисквалификован | Дисквалификован | Дисквалификован |